# 伊凡诺沃岩洞教堂群
伊凡诺沃岩洞教堂群（Ivanovski skalni tsarkvi）是位于保加利亚鲁塞以南16公里的伊凡诺沃村附近，洛姆河河岸上的一组由岩石修筑的教堂、礼拜堂和修道院，其中修道院和保加利亚的其他修道院都截然不同。伊凡诺沃岩洞教堂群中非常美丽和保存完好的中世纪壁画具有极高的价值，1979年被列入联合国教科文组织首批公布的世界遗产。

## 历史
从1220年代起，就有僧侣在这一带的岩洞中居住和隐修。到13世纪，保加利亚Joachim在岩壁上建立了教堂和礼拜堂。当时，保加利亚第二帝国的统治者比如伊凡·阿森二世和伊凡·亚历山大经常向岩洞教堂群提供捐赠。在伊凡·阿森二世统治时期，僧侣吉奥齐诺担任大祭司，他和伊凡·阿森二世一起制定了一个扩建保加利亚教堂的计划。吉奥齐诺之前就曾在伊凡诺沃附近隐修，于是极力促成了伊凡诺沃岩洞教堂的建设。14世纪时，这里已经成为保加利亚地区静修的中心。岩洞教堂群一直繁荣到奥斯曼帝国统治保加利亚的时期，之后就逐渐衰落了。
伊凡诺沃岩洞教堂群在巅峰时期达到了大概40座，大大小小的岩洞教堂由长廊和木拱廊连结在一起，还有大约300座的周边建筑，后来由于山体滑坡和塌方，长廊和拱廊遭到破坏，周边建筑也已经不存。现在保存较好的岩洞教堂有圣米迦勒教堂（“被掩埋的教堂”），洗礼堂, 和the Gospodev Dol Chapel，圣西奥多教堂（“被摧毁的教堂”）和主教堂。20世纪初期，伊凡诺沃岩洞教堂的岩壁发生过倒塌，这引起了文物保护人员的注意，他们把圣米迦勒教堂和圣都铎教堂中的壁画移到别的地方妥善保护起来。1965年起，保加利亚立法以更好的保护伊凡诺沃岩洞教堂。

## 壁画
伊凡诺沃岩洞教堂以其中保存完好的13和14世纪壁画文明，这被认为是保加利亚中世纪艺术的范例。其14世纪壁画的年代略晚于Karia Djami于1303到1310年为克拉修道院所做的壁画。1331-1371年，拜新的王室捐赠所赐，一批塔尔诺沃画派的画家在教堂里绘制了壁画，这些壁画证实了王室和从首都塔诺沃以及最近的中世纪城镇Cherven来的贵族对教堂捐赠，被认为是巴列奥略王朝的典型艺术作品。
在其13世纪的壁画中，人物多为现实主义风格，具有椭圆形的脸和肉感的嘴唇，衣服的颜色也较浅。14世纪的壁画的内容多为描写基督教盛典和对基督热爱的场景，表现手法则与拜占庭帝国的正统宗教壁画有别，带有希腊壁画的风格。屋顶上有一组描述圣耶柔米生活场面的壁画，这是同一题材中最早的记载之一。很多古老的题词也被保存在修道院的岩壁上，比如著名的题于1308-1309年的僧侣Ivo Gramatik的题词。

## 图集

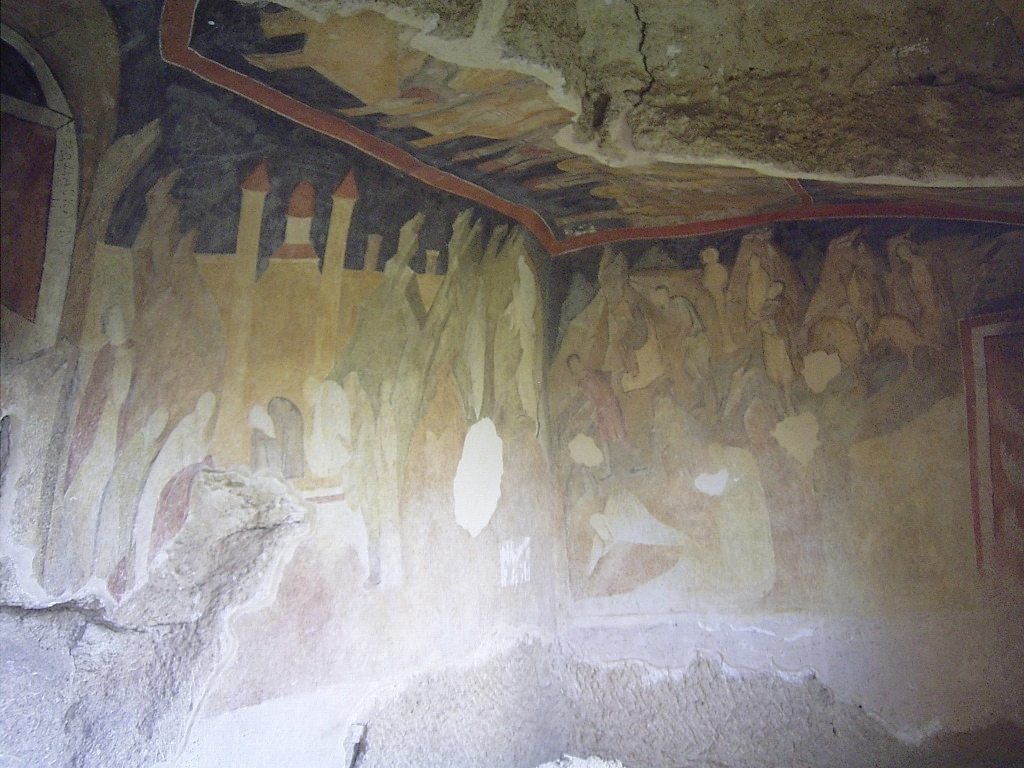
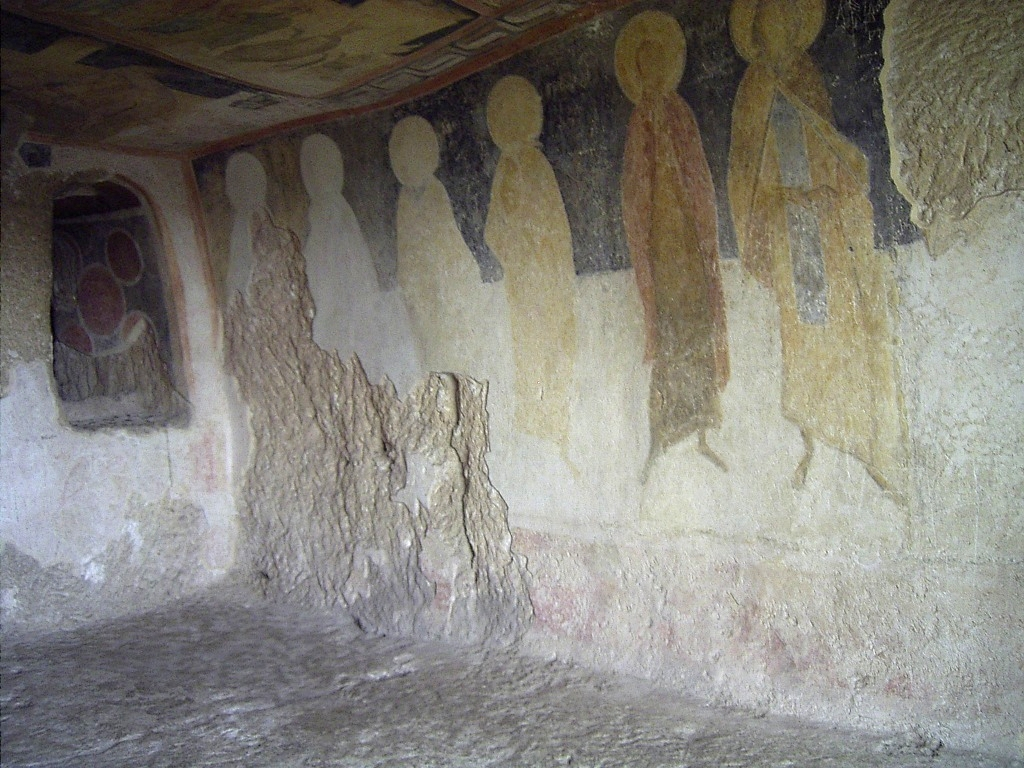
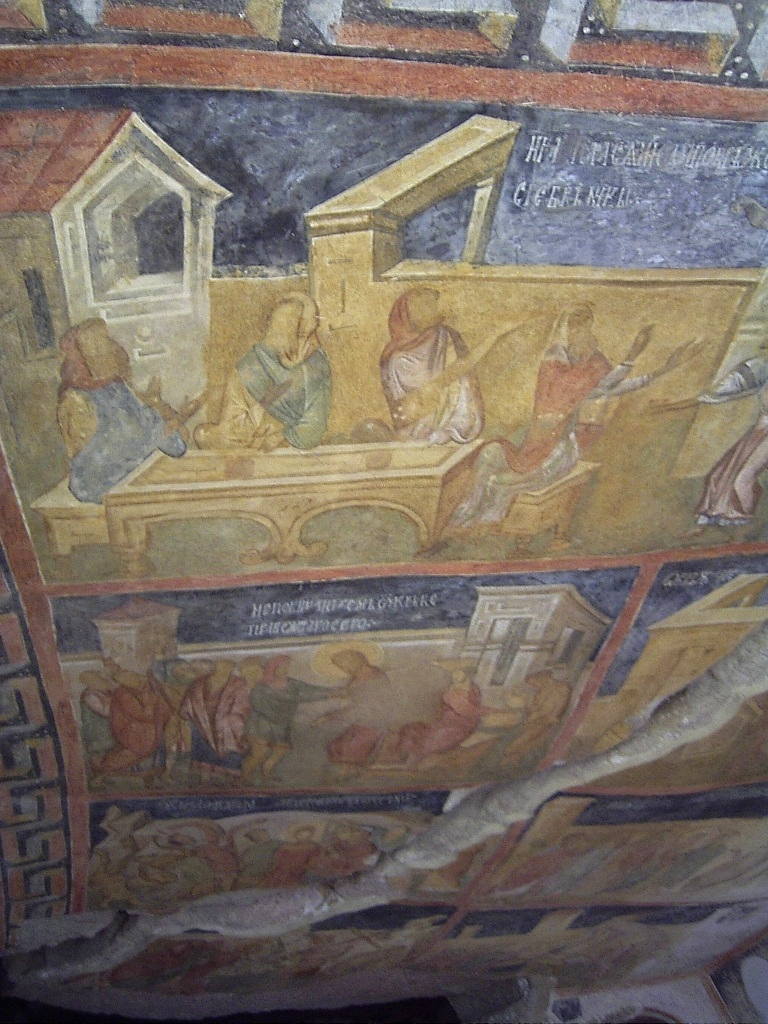
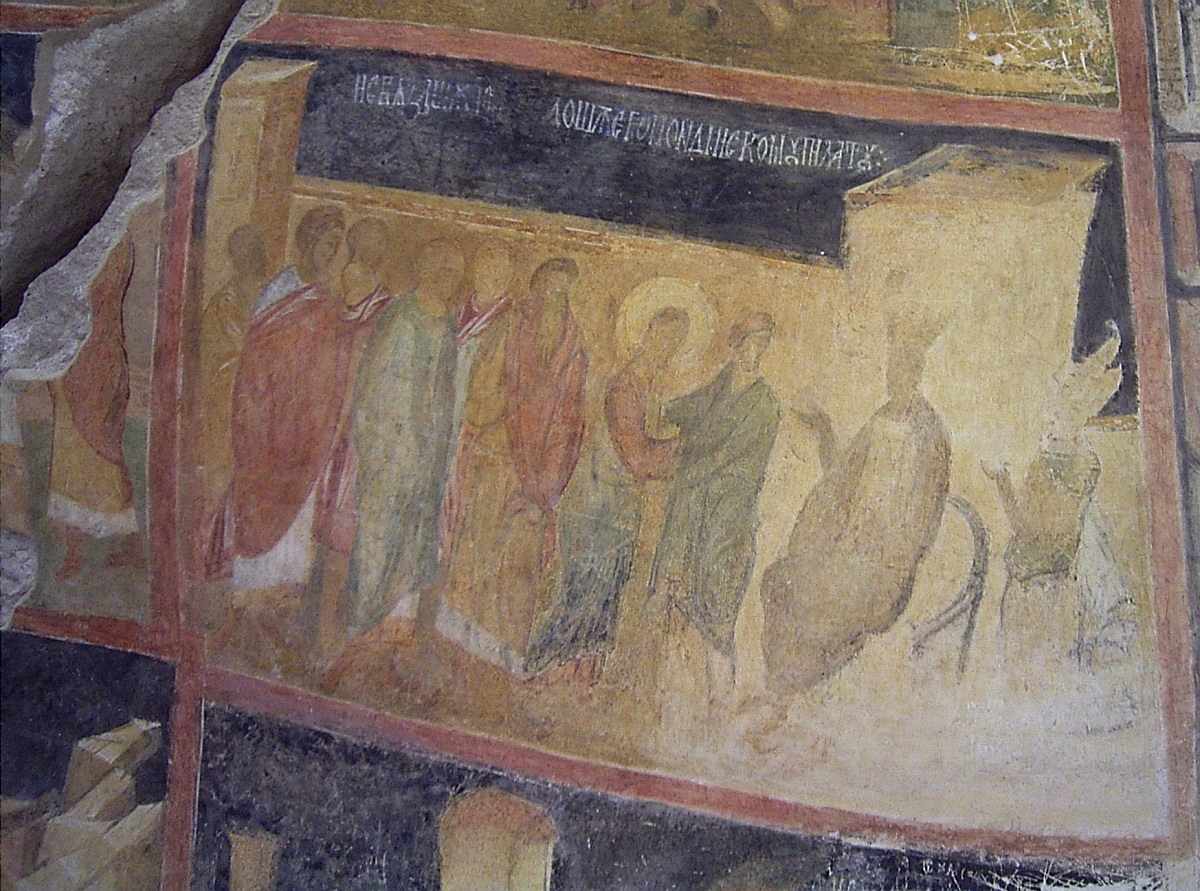